# Pelexia sceptrum
Pelexia sceptrum är en orkidéart som beskrevs av Rudolf Schlechter. Pelexia sceptrum ingår i släktet Pelexia och familjen orkidéer. Inga underarter finns listade i Catalogue of Life.